# Luke Le Roux
Luke Gareth Le Roux, född 10 mars 2000, är en sydafrikansk fotbollsspelare som spelar för IFK Värnamo.

## Karriär
Inför säsongen 2020 värvades Le Roux av Varbergs BoIS, där han skrev på ett fyraårskontrakt. Le Roux gjorde sin allsvenska debut den 15 juni 2020 i en 3–0-vinst över Helsingborgs IF, där han blev inbytt i den 70:e minuten mot Albin Winbo.
Den 23 augusti 2023 värvades Le Roux av Eredivisie-klubben Volendam, där han skrev på ett treårskontrakt. Den 2 juli 2024 värvades Le Roux av IFK Värnamo, där han skrev på ett 2,5-årskontrakt.